# Афшариди
Афшариди (перс. سلسله افشار) — іранська династія туркоманського походження з Хорасану, що правила Іраном з 1736 до 1750 року. Династія Афшаридів існувала до 1796 року, але її представники правили тільки Хорасаном.
Засновник династії — Надір-шах, виходець з афшарського племені, який у 1736 році скинув останнього представника династії Сефевідів і проголосив себе шахом Ірану.
Надір-шах проголосив державною релігією сунізм замість шиїзму. Він розпочав війну проти Афганістану і зайняв Кандагар. За царювання Надір-шаха Іран досягнув найбільшої могутності з часів імперії Сасанідів. Після його смерті більша частина території імперії була розділена між представниками династій Зенд і Дуррані, натомість Афшаридам дісталась тільки невелика держава в Хорасані. Кінець династії Афшаридів настав, коли у 1796 році був скинутий Мохаммад Хан Каджар.
Туркоманське плем'я афшар, до якого належав Надір-шах, прийшло в Азербайджан з Туркестану у XIII столітті. На початку XVII століття сефевідський шах Аббас I Великий переселив багатьох афшарів з Азербайджану в Хорасан для захисту північно-східних кордонів своєї держави від узбеків. Надір належав до гілки афшарів «Кереклу».

## Заснування династії
Надір Кулі, майбутній шах Ірану й засновник династії, народився у скромній напівкочовій родині. Його шлях до влади розпочався, коли у 1722 році шах гільзаїв Махмуд скинув слабкого шаха сефевідів Солтан Хосейна. У той час османські та російські війська захопили перські землі. Надір об'єднав свої сили з Хусейном, сином султана Тахмаспа II, й очолив опір проти пуштунів-гільзаїв, вигнавши їхнього лідера Ашраф Хана зі столиці у 1729 році і поставив Тахмаспа на трон. Надір боровся за повернення земель, якими поступились туркам, і за відновлення перського контролю над Афганістаном. Поки він бився на сході з гільзаями, Тахмасп дозволив османам повернути території на заході, через що Надір скинув Тахмаспа на користь свого малолітнього сина Аббаса III у 1732 році. За чотири роки після того як було відбито більшість втрачених перських земель, Надір був досить упевненим, щоб проголосити себе шахом, що він і зробив. Церемонія пройшла в Муганській долині на північному заході Ірану.
Надір почав нову релігійну політику, спрямовану на примирення шиїтів з сунітами. Династія Сефевідів покладалась на підтримку шиїтів, однак в армії Надір-шаха багато солдатів були сунітами. Надір-шах також хотів стати основним конкурентом султана за панування в мусульманському світі, що було б неможливим, поки він залишався ортодоксальним шиїтом.
Невдовзі після цього Надір повів війну проти афганців і захопив Кандагар.

## Похід на Індію

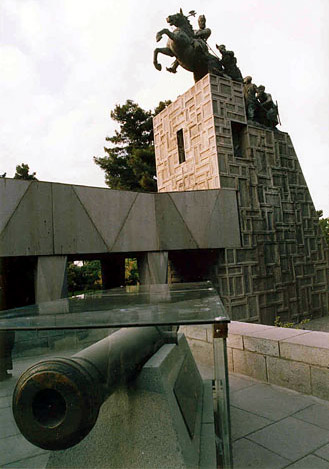
Могила Надір-шаха у Мешхеді

Заволодівши Кабулом, Надір-шах надіслав листа в Делі до великого могола, Мохаммед-шаха, з проханням не приймати в Індію афганських вигнанців. Прохання не було задоволено; Надір вступив до Індії (1738) і, швидко підкоривши усіх на своєму шляху, розбив усе військо великого могола поблизу Делі (біля Карпала).
8 березня 1739 року Надір-шах увійшов в Делі; за три дні там відбулось повстання, і Надір-шах, наказав солдатам вирізати усіх жителів, а місто спалити. В результаті було убито 30000 жителів. За кілька днів було відсвятковано весілля сина Надір-шаха з дочкою великого могола.
В ході цієї кампанії Надір-шах захопив величезну кількість скарбів, в тому числі легендарний Трон Павича та алмаз «Кох-і-Нор».

## Після індійського походу
Після повернення з Індії Надір-шах пробачив жителям Персії податки на майбутні три роки, однак, посварився зі своїм старшим сином Резою Кулі Мірзою, який правив Персією під час відсутності свого батька. Повіривши чуткам, що Надір-шах загинув, він готувався захопити трон, і стратив полонених представників династії Сефевідів, Тахмаспа і його сина Аббаса. Надір-шах був невдоволений поведінкою сина та принизив його, знявши з посади намісника.
Приборкавши повстання у знову придбаній провінції Сінд, він вирушив до Бухарського ханства (1740). Бухарський хан Абулфейз-хан поступився Надір-шаху землями до Амудар'ї і видав свою дочку за його племінника; багато татар завербувалось до війська Надір-шаха.
Взимку 1740 року Надір-шах здійснив похід у Дагестан проти гірських народів. Похід виявився вкрай невдалим. На додачу, ще у Мазендерані, самого Надір-шаха ледь не вразив найманий убивця (1741). Коли стався замах, Надір-шах звинуватив у цьому сина Резу й у 1742 році того засліпили, щоб він не претендував на трон.
Поступово Надір-шах стає все більше деспотичним, його підданим ставало все важче сплачувати податки на його військові кампанії, його здоров'я погіршувалось. Жорстокість Надіра й надмірні вимоги спричинили багато повстань. У 1747 році, коли він вирушав на придушення одного з них, 19 червня 1747 року Надір-шах був убитий у своєму наметі в Муганському степу двома власними офіцерами. Іран невдовзі поринув у громадянську війну.

## Громадянська війна й падіння Афшаридів
Після смерті Надір-шаха його племінник Алі Кулі (який міг бути причетним до убивства Надір-шаха) захопив трон і проголосив себе Аділ Шахом («Просто Шах»). Він наказав стратити усіх синів та онуків Надір-шаха, за винятком 13-річного Шахруша, сина Рези Кулі. Тим часом колишній скарбничий Надіра, Ахмед-шах Абдалі, проголосив свою незалежність, заснувавши імперію Дуррані в Хорасані. В результаті, східні території були втрачені, й наступні десятиліття стали частиною Афганістану, держави-наступниці імперії Дуррані.
Аділь зробив помилку, відрядивши свого брата Ібрагіма для захисту столиці Ісфахана. Ібрагім вирішив сам стати правителем, переміг Аділя в бою, засліпив його і зайняв трон. Аділь царював менше року. Тим часом група армійських офіцерів звільнила Шахруха з в'язниці в Мешхеді і проголосила його шахом у жовтні 1748 року. Ібрагім був переможений і помер у неволі у 1750 році. Аділя також було вбито на прохання вдови Надір-шаха. Шахрух був на короткий час скинутий на користь іншого маріонеткового правителя Сулеймана II, проте, хоч і засліпленого, Шахруха було відновлено на престолі своїми прибічниками. Він царював у Мешхеді, однак, з 1750-х років територія його була, в основному, обмежена Хорасаном. У 1796 році Мухаммед хан Каджар, засновник династії Каджарів, захопив Мешхед і тримав Шахруха під тортурами, щоб змусити його видати місцезнаходження скарбів Надір-шаха. Шахрух невдовзі від отриманих поранень помер, і з ним династія Афшаридів припинилась.

## Правителі династії Афшаридів
- Надір-шах нар.1688, син Імам Кулі-бега, вакіл од-Даула ва наїб ас-Салтане Ірану 1732–1736, шаханшах Ірану 1736–1747
- Реза Кулі-хан нар.1719, син Надір-шаха, вакіл од-Даула ва наїб ас-Салтане Ірану 1738–1740
- Насрулла-хан нар.1724, син Надір-шаха, вакіл од-Даула ва наїб ас-Салтане Ірану 1740–1747
- Алі Аділ-шах нар.1719, син Мохаммад Ібрагім-хана, сина Імам Кулі-бега, шаханшах Ірану 1747–1748
- Солтан Ібрагім-шах нар.1724, син Мохаммад Ібрагім-хана, сина Імам Кулі-бега, шаханшах Ірану 1748–1749
- Шахрох-шах нар.1732, син Реза Кулі-хана, шаханшах Ірану 1749–1795, пом.1796